# Richard Booth

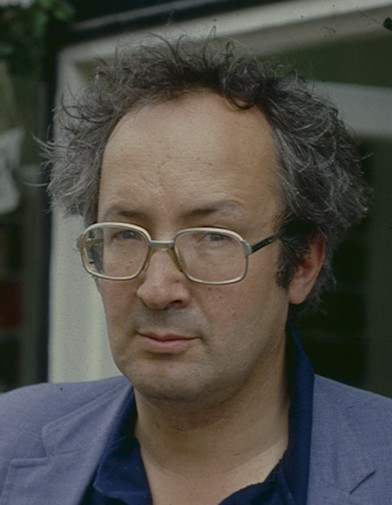
Richard Booth, 1984

Richard George William Pitt Booth, MBE (Hay-on-Wye, 12 september 1938 - Cusop, 20 augustus 2019) was een Welsh boekhandelaar, bekend geworden door zijn bijdrage aan het succes van Hay-on-Wye als centrum voor de aan- en verkoop van tweedehandsboeken. Daarnaast genoot hij faam als de zelfverklaarde "koning van Hay".

## Levensloop

### Jeugd en opleiding
Richard Booth werd kort voor de Tweede Wereldoorlog als zoon van een automonteur geboren in Hay-on-Wye, waarvan buiten Wales, vooral in het buitenland, nog vrijwel niemand ooit gehoord had. Het was een dorp, diep verscholen in het ruige, heuvelachtige coulisselandschap van Wales, waar tweemaal per week een bus doorheen kwam omdat er dan markt was in Hereford, de dichtstbijgelegen plaats van enige omvang. Dat Booth Hay-on-Wye tot ver buiten de landsgrenzen op de kaart zou gaan zetten, kon destijds nog niemand bevroeden, hijzelf incluis.     
Voor het zover was verliet de jonge Booth zijn dorp om te gaan studeren; om te beginnen aan de vermaarde Rugby School, vervolgens aan de Universiteit van Oxford. 

### Boekenstad Hay-on-Wye
In 1961 - Booth was amper 22 - keerde hij naar Hay-on-Wye terug en begon er een tweedehandsboekwinkel in de voormalige brandweerkazerne; een zaak die hij met zoveel flair wist te runnen, dat andere boekhandelaren gaandeweg zijn voorbeeld volgden en eveneens een winkel openden in het dorp. Gaandeweg werd vrijwel ieder winkelpand in het dorp tot boekwinkel getransformeerd: de bakker, de slager, de melkboer, op het laatst zelfs de enige bioscoop van Hay: de Hay Cinema Book Shop werd de grootste van allemaal. 
Toen de jaren zeventig aanbraken, was de omwenteling compleet en genoot Hay-on-Wye internationale bekendheid als het 'Bibliopolis van Wales', een 'boekenstad' die later in minstens 60 plaatsen en dorpen, verspreid over de hele wereld navolging zou vinden, met in de lage landen bekende epigonen als Redu in de Belgische Ardennen en Bredevoort in de Nederlandse Achterhoek.

### Hay-on-Wye 'onafhankelijk'
Op 1 april 1977 riep Richard Booth Hay-on-Wye uit tot 'onafhankelijk koninkrijk' met zichzelf als koning 'Richard Cœur de Livre' en zijn paard als minister-president. De publiciteitsstunt kreeg media-aandacht over de hele wereld en resulteerde in verschillende 'spin-offs', zoals de uitgifte van 'paspoorten'.
Op 1 april 2000 deed Booth er nog een schepje bovenop met de installatie van het 'Hay House of Lords' en de benoeming van 21 kersverse erflords voor het 'Koninkrijk van Hay', die het 'parlementaire Hogerhuis' moesten gaan bevolken. 

### Succes en erkenning
Het Hay Literatuurfestival was een andere 'spin-off' van het alsmaar toenemende aantal boekwinkels in het dorp (anno 2007 waren het er 38), waar jaarlijks een half miljoen toeristen op afkomen. Alleen al het festival neemt er daarvan 70.000 voor zijn rekening. Als erkenning voor Richard Booths aandeel in dit succes, werd hij op nieuwjaarsdag 2004 officieel geëerd met een benoeming tot lid in de Orde van het Britse Rijk (MBE).

### Vertrek
In augustus 2005, kondigde de toen bijna 67-jarige Richard Booth aan, dat hij zijn boekwinkel in Hay zou verkopen en ging emigreren naar Duitsland. Of hij ook zijn residentie, het hoog boven het dorp uittorenende kasteel van Hay, van de hand zou doen, liet 'koning Boekenhart' voorlopig nog in het midden.
Sinds 2009 wordt zijn boekwinkel geleid door Elizabeth Haycox. Het kasteel is in 2011 verkocht aan een stichting, die het gaat restaureren. Zelf woonde hij in het nabijgelegen dorp Cusop, waar hij op 20 augustus 2019 op 80-jarige leeftijd stierf.